# هندسة رياضية رقمية

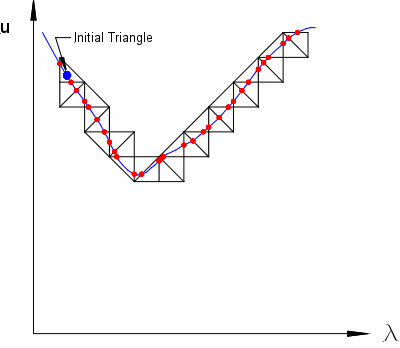

الهندسة الرياضية الرقمية هي فرع الهندسة الرياضية التي تتعامل مع المجموعات المتقطعة (غالباً مجموعات نقاط متقطعة)، مثلاً النماذج الرقمية أو الصور الرقمية في الفضاء الإقليدي ثنائي البعد أو ثلاثي البعد.
وبشكل بسيط فإن التحويل الرقمي (بالإنجليزية: digitizing)‏ هي عملية يتم فيها استبدال الأجسام بمجموعة من النقاط المنفصلة، مثلاً الصور التي نراها على الشاشة، أو الصور المطبوعة في الصحيفة هي جميعها نماذج رقمية متقطعة إلى عناصر نقطية.

## تطبيقات
من أبرز تطبيقات الهندسة الرياضية الرقمية في الرسوميات الحاسوبية وتحليل الصور.